# Vittangi kyrka
Vittangi kyrka är en kyrkobyggnad som tillhör Vittangi församling i Luleå stift. Kyrkan ligger i Vittangi i Kiruna kommun.

## Kyrkobyggnaden
Träkyrkan uppfördes åren 1846-1849 under ledning av byggmästare Johan Nilsson Rautio och efter ritningar av arkitekt Theodor Edberg på Överintendentsämbetet. Inte förrän 5 mars 1854 invigdes kyrkan av prosten Lars-Levi Læstadius. Kyrkan har en stomme av liggtimmer och består av ett långhus med kor i öster och kyrktorn i väster. Öster om koret finns en lägre sakristia. Ytterväggarna är täckta med stående träpanel.

## Inventarier
- En dopskål är tillverkad 1911. Tillhörande ställning av trä, format som ett timglas, är tillverkad av snickaren Frans Eliasson från Vittangi.
- Altartavlan med motivet "Jesus välsignar barnen" är målad och skänkt 1948 av Gerda Höglund.
- På norra väggen hänger en predikstol som troligen är samtida med kyrkan.
- En ljuskrona är tillverkad 1910 av Marcus Ax metallfabrik i Gävle.
- Av kyrkklockorna är storklockan på 250 kg gjuten av Bergholtz klockgjuteri i Sigtuna och installerad 1965. Lillklockan på 150 kg är gjuten hos KG Bergholtz & Co i Stockholm och införskaffad 1899.

### Orgel
- Innan 1948 användes ett harmonium i kyrkan.
- 1948 bygger Grönlunds Orgelfabrik, Notviken en orgel med 19 stämmor, två manualer och pedal.
- Den nuvarande orgel med 20 stämmor är tillverkad av 1986 av Grönlunds Orgelbyggeri AB, Gammelstaden och är en mekanisk orgel.

| Huvudverk I         | Svällverk II      | Pedal       | Koppel |
| Principal 8'        | Fugara 8´         | Subbas 16´  | I/P    |
| Rörflöjt 8'         | Gedackt 8'        | Borduna 8´  | II/P   |
| Oktava 4'           | Principal 4'      | Koralbas 4' | II/I   |
| Flûte octaviante 4' | Koppelflöjt 4'    | Fagott 16'  |        |
| Oktava 2'           | Waldflöjt 2'      |             |        |
| Mixtur IV           | Nasat 1 1/3'      |             |        |
| Trumpet 8'          | Sesquialtera II   |             |        |
|                     | Scharf II         |             |        |
|                     | Oboe 8'           |             |        |
|                     | Tremulant         |             |        |
|                     | Crescendosvällare |             |        |

### Fotnoter
1. ↑  ”Vittangi kyrka”. Norrbottens museum. https://norrbottensmuseum.se/kulturmiljoe/bebyggelse/kulturhistoriska-byggnader/kiruna-kommun/vittangi-kyrka.aspx. Läst 15 oktober 2017.
2. ↑  ”Vittangi kyrka”. Kiruna in Swedish Lapland. Arkiverad från originalet den 15 oktober 2017. https://web.archive.org/web/20171015202521/http://www.kirunalapland.se/se-gora/vittangi-kyrka/. Läst 15 oktober 2017.